# Renesas Electronics Corporation
Renesas Technology Corporation (em japonês Runesasu Tekunoroji Kabushiki Gaisha) É uma empresa japonesa fabricante de semicondutores sediada em Tóquio e possui fábricas, laboratórios e representações de vendas em 20 países, com 25 000 funcionários em todo o mundo. Ela e uma das maiores fabricantes de semicondutores para sistemas celulares e automotivos além de microcontroladores.
A Renesas foi fundada como um joint-venture em 1 de abril de 2003 pela Hitachi Ltd (55%) e a Mitsubishi Electric (45%). Em abril de 2009 a Renesas Technology Corporation e a divisão da semicondutor da NEC Electronics fundira-se para criar a Renesas Electronics Corporation.